# زاوية سيد الناس (تامكروت)
زاوية سيد الناس هو دُوَّار يقع بجماعة تامكروت، إقليم زاكورة، جهة درعة تافيلالت في المملكة المغربية. ينتمي الدوّار لمشيخة تامكروت التي تضم 3 دواوير. يقدر عدد سكانه بـ 535 نسمة حسب الإحصاء الرسمي للسكان والسكنى لسنة 2004.

## مؤسسها
يرجع تأسيس زاوية سيد الناس إلى الشيخ سيدي ابراهيم بن احمد الأنصاري الخزرجي الذي اشتهر في المنطقة بسيدي الحاج ابراهيم بعدما  قدم من الشرق واستوطن درعة في غضون القرن الثامن الهجري، ورغم بلوغ شهرتها أقصاها في عهد الشيخ أبو القاسم بن عمر التفنوتي، الا أنه سرعان ما أفل عندما أسس الشيخ عمر بن أحمد الأنصاري زاوية تمكروت .

## روابط خارجية
- البوابة الوطنية للجماعات الترابية نسخة محفوظة 12 مارس 2018 على موقع واي باك مشين.
- المندوبية السامية للتخطيط